# Irolita
Irolita es un género de peces de la familia de los Rajidae en el orden de los Rajiformes.

## Especies
- Irolita waitii (McCulloch, 1911)[3]
- Irolita westraliensis(Last & Gledhill, 2008